# Uiterwaarden langs de Limburgse Maas en Vijverbroek

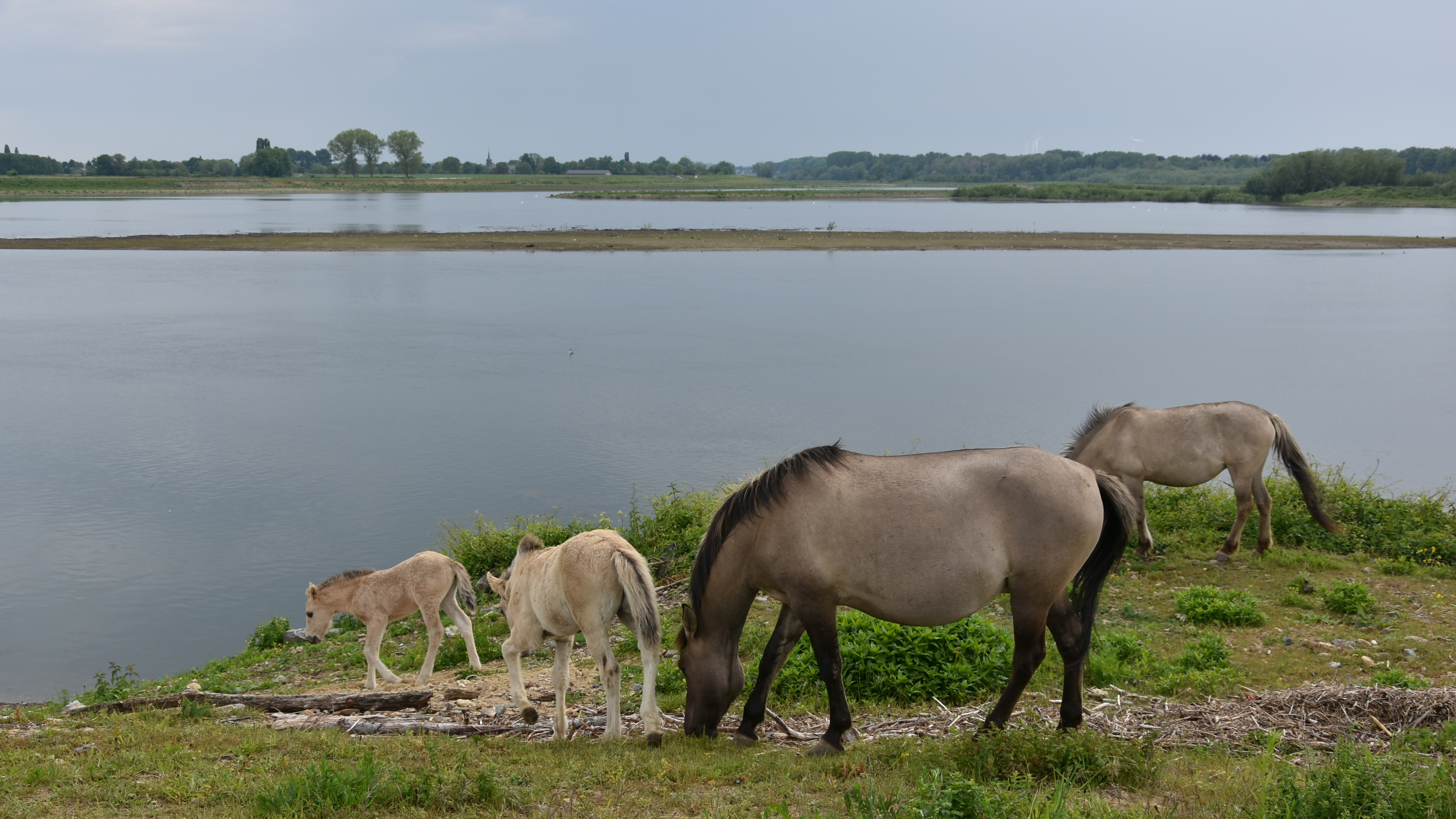

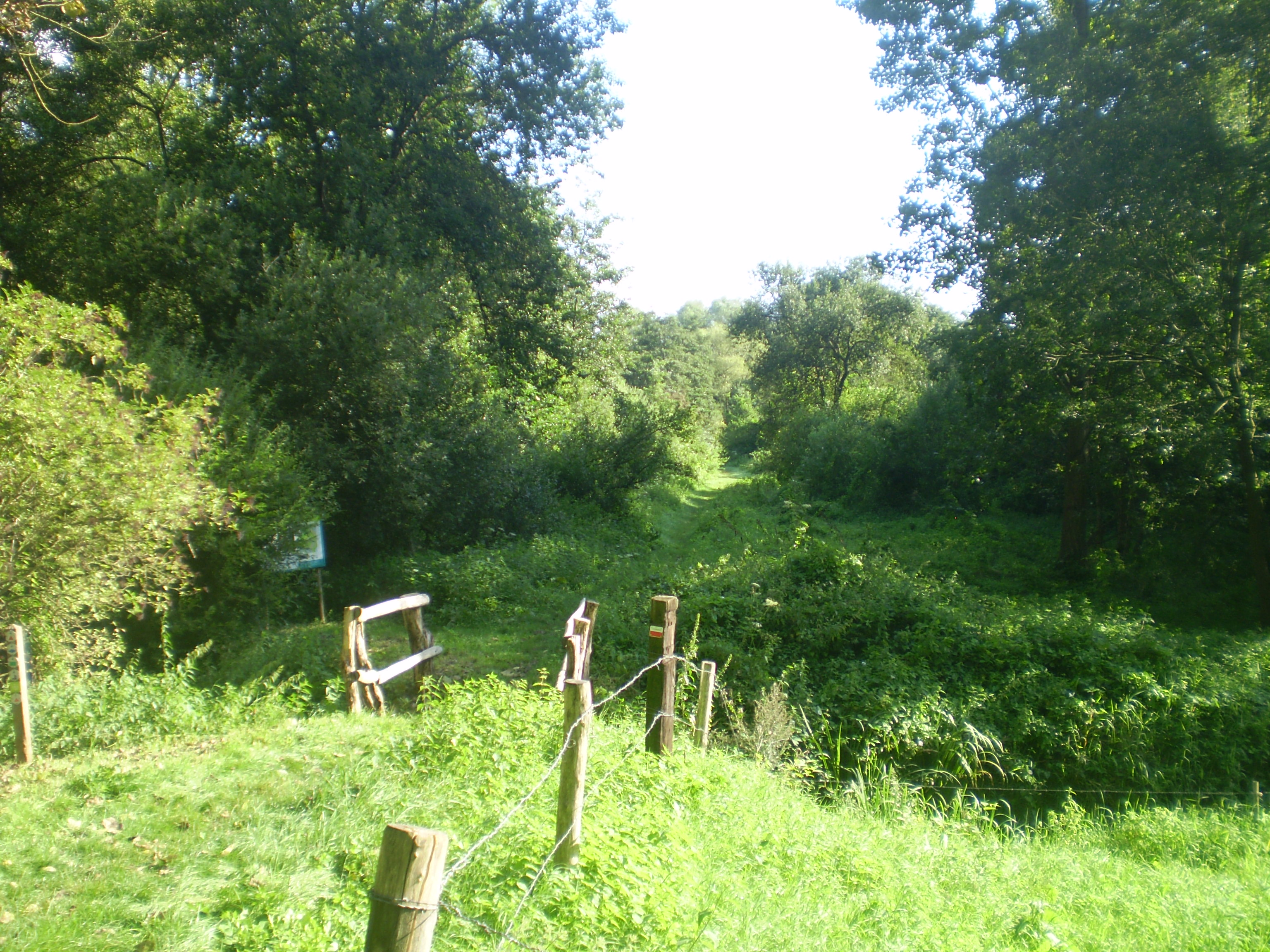
Vijverbroek

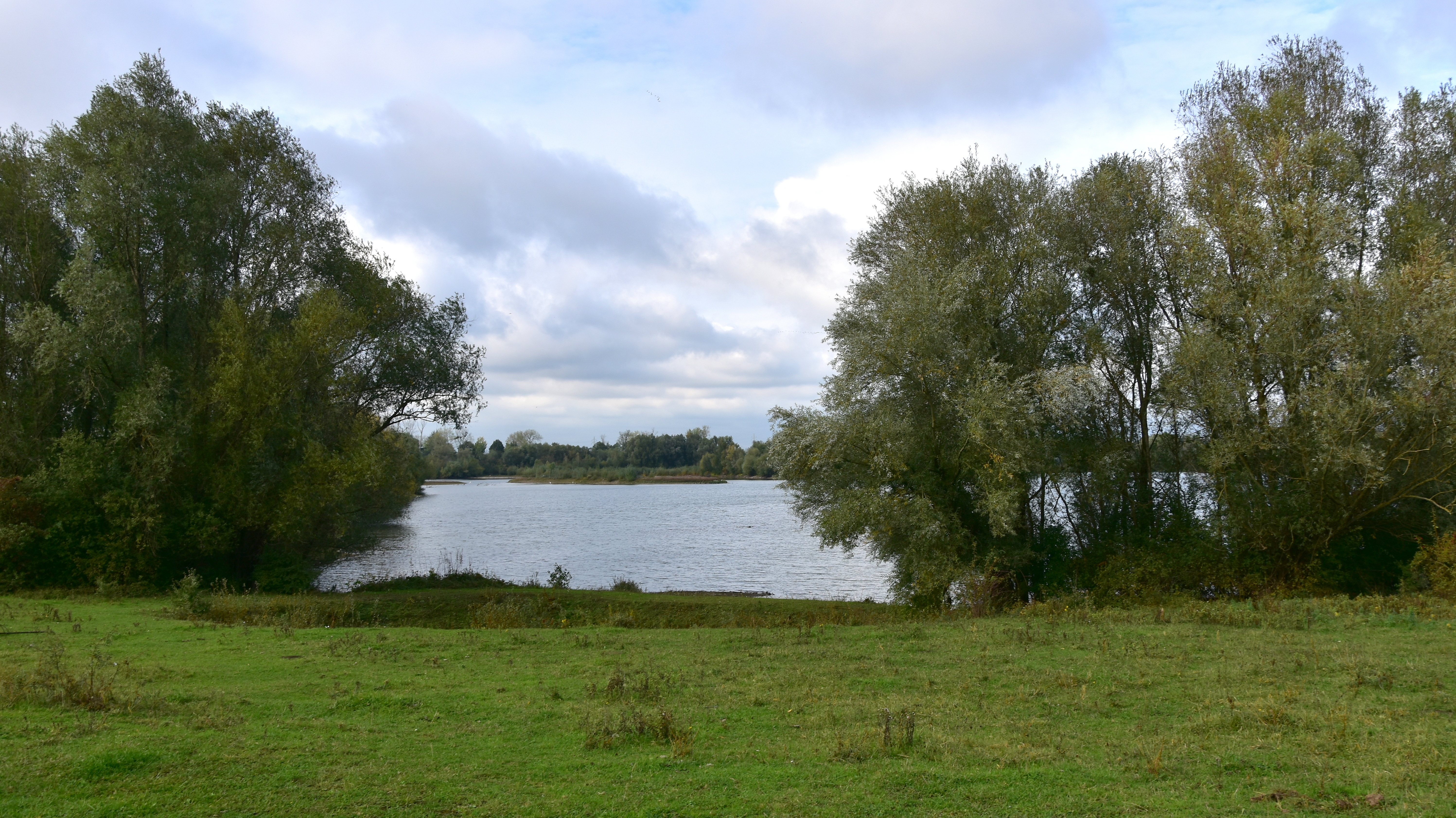
Maasbempder Greend

Uiterwaarden langs de Limburgse Maas en Vijverbroek is een Natura 2000-gebied (habitatrichtlijngebied BE2200037) in Vlaanderen. Dit gebied ligt in de vallei van de Maas, die de grens vormt tussen de provincies Belgisch en Nederlands Limburg (Grensmaas). Dit rivierlandschap (Rivierpark Maasvallei) bestaat uit grindbanken, sliboevers, overstromende oevers, graslanden, ruigten, broekbossen, hardooibossen en grindplassen.
Er komen elf Europees beschermde habitats voor: dynamische rivieren met voedselrijk slik, oevers met eenjarige planten, essen-eikenbossen zonder wilde hyacint, glanshaver- en grote vossenstaartgraslanden, hardhoutooibossen, ondiepe beken en rivieren met goede structuur en watervegetaties, open graslanden op landduinen, stroomdalgraslanden langs de Maas, valleibossen, elzenbroekbossen en zachthoutooibossen, voedselarme tot matig voedselarme verlandingsvegetaties, voedselrijke, gebufferde wateren met rijke waterplantvegetatie, voedselrijke, soortenrijke ruigtes langs waterlopen en boszomen.
Er komen ook twaalf Europees beschermde soorten voor: bever, bittervoorn, boomkikker, kamsalamander, kleine modderkruiper, laatvlieger, otter, poelkikker, rivierdonderpad, rivierprik, rivierrombout, rosse vleermuis.
Gebieden die deel uitmaken van het Natura 2000-gebied zijn onder andere: Vijverbroek, Maaswinkel, Maasbempder Greend, Oude Maas, Negenoord-Kerkeweerd, Mazenhoven, Koningssteen-Kollegreend.